# Evil Friends
Evil Friends — седьмой студийный альбом аляскинской инди-рок-группы Portugal. The Man, изданный в 2013 году.

## Об альбоме
Перерыв между шестым и седьмым студийными дисками группы составил почти два года — непривычно долгий срок для Portugal. The Man, выпускавших по альбому ежегодно, с 2006 по 2011 включительно. Когда музыканты собрались вернуться к работе, друг Portugal. The Man — генеральный директор лейбла Atlantic Records Крэйг Каллман — свёл коллектив с диджеем и продюсером Danger Mouse, известным по работе с Gnarls Barkley, The Black Keys, Broken Bells. К группе присоединился новый ударник — друг Ноя Герша, Кейн Ричотте — бывший актёр, снимавшийся в таких фильмах и сериалах, как «Запретная миссия» и «Детектив Монк», в первой половине 2000-х. Квинтет покинул свою постоянную студию в Эль-Пасо и переехал в штаб-квартиру Danger Mouse в Лос-Анджелесе. Под руководством нового продюсера основная часть материала Evil Friends была записана всего за две недели.

## Отзывы
Реакция музыкальных критиков на Evil Friends была преимущественно положительной. Обозревательница австралийского журнала Music Feeds Кейт Фицпатрик написала, что «В Evil Friends есть один по-настоящему поразительный момент — это то, как Portugal. The Man создали столь прекрасный сплав различных звуков, охвативающих так много разных жанров. Пока что альбом в полной мере является твёрдым примером дружественного синтеза психоделического рока с элементами панка, акустики и прог-рока», в завершение рецензии классифицировав Evil Friends как один из лучших альбомов 2013 года. Критик американского журнала Filter Зак Крэймер высоко оценил продюсерскую работу Danger Mouse и описал пластинку как «гаражно-панковую насмешку, колоссальное балладическое крещендо и бессовестный поп, выступающий бок о бок с превалирующим настроением оптимистической самоуверенности». Рецензент газеты Boston Globe Скотт МакЛеннан иронично заметил: «Если бы Billboard составлял чарт „Галлюцинаторный поп“ (Hallucinatory Pop), Evil Friends Portugal. The Man взлетел бы на № 1 пулей». Автор электронного журнала PopMatters Джордан Блюм оценил Evil Friends как «чрезвычайно весёлую и захватывающую запись»: «Упаковав обилие экзальтации и причудливости в свою ослепительную смесь рока, попа, психоделии и электроники, Portugal. The Man представили работу, столь богатую образами и легко запоминающуюся, сколь и безупречно чистую и дерзновенную».

## Список композиций
| №   | Название                     | Длительность |
| --- | ---------------------------- | ------------ |
| 1.  | «Plastic Soldiers»           | 5:04         |
| 2.  | «Creep In a T-shirt»         | 3:54         |
| 3.  | «Evil Friends»               | 3:36         |
| 4.  | «Modern Jesus»               | 3:14         |
| 5.  | «Hip Hop Kids»               | 3:28         |
| 6.  | «Atomic Man»                 | 3:48         |
| 7.  | «Sea of Air»                 | 4:22         |
| 8.  | «Waves»                      | 4:52         |
| 9.  | «Holy Roller (Hallelujah)»   | 3:21         |
| 10. | «Someday Believers»          | 3:54         |
| 11. | «Purple Yellow Red and Blue» | 4:11         |
| 12. | «Smile»                      | 4:51         |

## Участники записи
- Джон Болдуин Гарли — вокал, гитара, орган, синтезатор
- Захарий Скотт Карозерс — бас-гитара, перкуссия, бэк-вокал
- Кайл О’Куин — фортепиано, синтезатор, свист
- Ной Герш — гитара, перкуссия, бэк-вокал
- Кейн Ричотте — перкуссия, бэк-вокал
- Дэнджер Маус — продюсирование, синтезатор, перкуссия

## Чарты
| Страна    | Позиция |
| --------- | ------- |
| Австрия   | 64      |
| Германия  | 89      |
| США       | 28      |
| Франция   | 93      |
| Швейцария | 74      |